# Стол, Пет
Петрюс Корнелис (Пет) Стол (нидерл. Petrus Cornelis "Peet" Stol; 26 января 1880, Харлем — 27 ноября 1956, там же) — нидерландский футболист, игравший на позиции защитника, выступал за клуб «Харлем». Один из одиннадцати игроков-участников первого официального матча в истории сборной Нидерландов.
В составе сборной сыграл два товарищеских матча.

## Личная жизнь
Петрюс Корнелис родился в январе 1880 года в Харлеме в семье мясника. Отец — Якобюс Стол, был родом из Харлема, мать — Паулине Рейнхардине ван дер Фанге, родилась в Блумендале. Всего в их семье было десять детей: четверо дочерей и шестеро сыновей, трое из которых умерли в младенчестве. Глава семейства умер в январе 1887 года, когда Пету было всего шесть лет.
Работал клерком, был железнодорожным чиновником. Стол женился в возрасте двадцати восьми лет — его избранницей стала Мария Блумсма, уроженка Хаскерланда. Их брак был зарегистрирован 4 июня 1908 года в Харлеме. В апреле 1909 года у них появилась мертворождённая дочь. Два года спустя, в марте 1911 года, у них родилась дочь по имени Мария Петронелла.
Умер 27 ноября 1956 года в возрасте 76 лет в Харлеме.

## Матчи и голы за сборную
| № | Дата           | Оппонент | Д / Г | Счёт | Голы | Соревнование      |
| - | -------------- | -------- | ----- | ---- | ---- | ----------------- |
| 1 | 30 апреля 1905 | Бельгия  | Г     | 1:4  | —    | Товарищеский матч |
| 2 | 14 мая 1905    | Бельгия  | Д     | 4:0  | —    | Товарищеский матч |

Итого: 2 матча / 0 голов; 2 победы.